# Ron Gilbert
Ron Gilbert (1 de janeiro de 1964) é um produtor, programador e designer de jogos, mais conhecido por seu trabalho em diversos jogos de aventura clássicos da LucasArts, incluindo Maniac Mansion e os dois primeiros jogos da série Monkey Island (Ilha dos Macacos).
Gilbert também foi cofundador de empresas de jogos eletrônicos, como Humongous Entertainment, Cavedog Entertainment e Hulabee Entertainment (com Shelley Day), bem como diretor criativo do estúdio Hothead Games em Vancouver, Canadá. Em março de 2013, após um período de três anos na Double Fine Productions (de Tim Schafer, seu ex-colega na LucasArts), Gilbert anunciou que deixaria a empresa para assumir outros projetos.

## Biografia

### Início da carreira
Ron Gilbert nasceu em La Grande, no estado do Oregon, Estados Unidos. Filho de David E. Gilbert, professor de Física e ex-presidente da Eastern Oregon University (à época, Eastern Oregon State College). Ele se interessou por jogos com 13 anos, graças a uma calculadora TI-59 da Texas Instruments que seu pai costumava levar para casa. A calculadora incluía um jogo simples em que o jogador tinha de adivinhar a localização de um navio de guerra digitando suas supostas coordenadas. O jogo respondia se a aposta do jogador estava acima ou abaixo da localização real. Não foi o jogo em si que chamou a atenção de Gilbert, mas sim como uma simples calculadora conseguia tomar decisões e reagir às suas escolhas. Outra influência que o fez se aproximar do mundo dos jogos foi a série cinematográfica Star Wars (1977). A tecnologia de programação, que permitia aos jogadores interagir com personagens e situações, combinada ao seu amor por contar histórias, foi determinante para o início de sua carreira.
O impacto de Star Wars foi tão grande que Gilbert, com 14 anos, decidiu fazer filmes caseiros com seu amigo Tom McFarlane usando uma câmera Super 8. A primeira história que gravaram foi Stars Blasters em 1978: foi dirigida por Gilbert e contou com a atuação dos seus amigos McFarlane e Frank Lang. Em 1979, produziram outro filme, Tomorrow Never Came, com Gilbert e McFarlane atuando e direção de Gilbert.
Em 1979, seus pais compraram um computador doméstico NorthStar Horizon. Com 15 anos, tomou seus primeiros passos na programação de jogos. Gilbert costumava estudar e analisar jogos por horas, mentalizando cada aspecto de layout de jogos como Donkey Kong, Pac-Man, Asteroids, Space Invaders e Robotron: 2084, anotando cada detalhe e tentando replicá-los em seu computador. Uma vez que os jogos estivessem replicados, ele alterava detalhes de sua jogabilidade e realizava experimentos com eles. Gilbert também analisava a publicidade dos jogos para Atari 2600 nas revistas, imaginando como seriam e tentando recriá-los no computador. Uma vez que os jogos estivessem concluídos, chamava seus amigos para testá-los e pedir sua opinião.

### LucasArts
Gilbert iniciou sua carreira profissional em 1983 enquanto ainda era estudante universitário, quando escreveu o programa Graphics Basic com Tom McFarlane. Eles venderam o programa para a HESware, uma empresa de software da baía de San Francisco, que ofereceu um emprego para Gilbert. Ele passou meio ano na HESware, programando jogos de ação para o Commodore 64 (C64). Nenhum chegou a ser lançado, uma vez que a empresa fechou. Logo depois, Gilbert juntou-se à equipe da Lucasfilm Games, que tornaria-se a LucasArts, onde ganhava a vida portando jogos do Atari 800 para o Commodore 64. Em 1985, ele teve a oportunidade de desenvolver seu primeiro jogo para a LucasArts. Criado junto com Gary Winnick, artista da empresa, Maniac Mansion era sobre uma mansão vitoriana e obscura ocupada por um cientista maluco, sua família e estranhos alienígenas.
Durante seus primeiros anos na LucasArts, Gilbert também foi o responsável pela criação de uma linguagem de script, que acabou sendo nomeada pelo projeto à qual era destinada: a Script Creation Utility for Maniac Mansion, ou "utilitário de criação de scripts para Maniac Mansion", ficou mais conhecida pelo seu acrônimo, SCUMM. A tecnologia foi aplicada em todos os jogos de aventura subsequentes da empresa, exceto Grim Fandango e Escape from Monkey Island (Fuga da Ilha dos Macacos). Mesmo sendo uma ferramenta de uso interno, a linguagem SCUMM tornou-se conhecida pelos jogadores quando serviu de nome para o SCUMM Bar, uma locação do jogo The Secret of Monkey Island.
Gilbert criou diversos jogos de aventura de sucesso na LucasArts, incluindo The Secret of Monkey Island e Monkey Island 2: LeChuck's Revenge. Em 1992, deixou a companhia para iniciar, junto da produtora da LucasArts Shelley Day, a Humongous Entertainment, onde foi responsável por jogos como Freddi Fish e Putt-Putt. Muitos desses jogos utilizavam um motor inspirado na linguagem SCUMM. 

### Pós-LucasArts
Em 1995, Gilbert fundou a Cavedog Entertainment, empresa-irmã da Humongous para jogos não-infantis. Em 1996, o site GameSpot colocou Gilbert na 15ª posição na sua lista de pessoas mais influentes no mundo dos jogos para computador. A revista Computer Gaming World fez algo similar em 1997, quando o citou também na 15ª posição, graças à invenção da linguagem SCUMM. No seu período na Cavedog, foi produtor de Total Annihilation e trablhou em um jogo chamado Good & Evil. Frequentemente mencionado como seu projeto de estimação, foi dito que o jogo incorporava temas variados e jogabilidade diversa. Good & Evil chegou a ter prévias para a imprensa, mas o projeto foi cancelado após o fechamento da Cavedog em 1999. Numa entrevista logo após o fim da empresa, Gilbert disse que o jogo sofreu conforme ele tentava gerenciar um negócio e projetar um jogo ao mesmo tempo.
Em 2004, Gilbert iniciou seu blog Grumpy Gamer, para comentar sobre a indústria de jogos eletrônicos, com postagens ocasionalmente acompanhadas de tirinhas animadas criadas em conjunto com Clayton Kauzlaric, designer de Voodoo Vince.

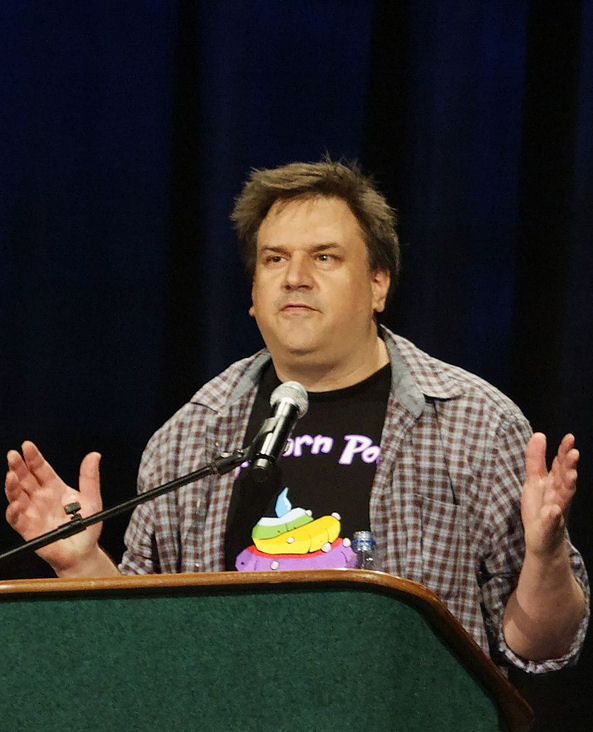
Gilbert na feira PAX em 2009

Em 2007, Gilbert criou "Threepwood", clã temático da série Monkey Island (Ilha dos Macacos) no servidor Quel'Dorei do jogo World of Warcraft, além de iniciar uma colaboração com a Hothead Games em Penny Arcade Adventures: On the Rain-Slick Precipice of Darkness, jogo baseado na webcomic Penny Arcade. Ele foi escolhido também para ser o palestrante principal da Penny Arcade Expo em 2009.
Em janeiro de 2008, juntou-se à Hothead Games como diretor criativo, e lá desenvolveu DeathSpank, um jogo misto de aventura e RPG. Apesar de ainda estar trabalhando na Hothead Games, Gilbert contribuiu nos estágios iniciais do desenvolvimento de Tales of Monkey Island da Telltale Games. A quinta entrada de Monkey Island marcou a primeira vez que Gilbert trabalhou num jogo da série desde LeChuck's Revenge em 1991. Em 6 de abril de 2010, anunciou em seu blog sua saída da Hothead Games.
Em setembro de 2010, foi revelado que Gilbert havia sido contratado por seu ex-colega na LucasArts, Tim Schafer, para trabalhar na Double Fine Productions. Em fevereiro de 2012, Schafer confirmou que estavam trabalhando num novo jogo de aventura. Em maio, foi revelado que seria The Cave, desenvolvido pela Double Fine para ser distribuído digitalmente pela Sega em 2013.
Após a aquisição da LucasArts pela Walt Disney Company em 2012, os direitos da série Monkey Island (Ilha dos Macacos) tornaram-se propriedade da nova empresa. Ron Gilbert foi citado como não estando otimista em relação ao futuro da franquia, acreditando que a Disney pudesse abandoná-la em favor de Pirates of the Caribbean (Piratas do Caribe). Logo depois, no entanto, também declarou que tinha interesse em entrar em contato com a Disney para "fazer o jogo que ele quer fazer".
Em março de 2013, Gilbert anunciou sua saída da Double Fine Productions, revelando que sua participação no estúdio foi exclusivamente para a criação de The Cave. Ainda no mesmo ano, foi um dos responsáveis pelo jogo Scurvy Scallywags para iOS. Foi anunciada em novembro de 2014 uma arrecadação coletiva de fundos (crowdfunding) para um novo projeto comandado por Gilbert e Gary Winnick, com quem foi responsável por Maniac Mansion. Chamado de Thimbleweed Park, o projeto foi lançado no site Kickstarter com uma meta inicial de 375 mil dólares. A meta foi atingida e ultrapassada em menos de uma semana, e o jogo foi lançado em março de 2017.

## Jogos
| Ano  | Título                                                           | Responsabilidade                           | Produtora               |
| ---- | ---------------------------------------------------------------- | ------------------------------------------ | ----------------------- |
| 1987 | Maniac Mansion                                                   | Roteirista, diretor, artista e programador | Lucasfilm Games         |
| 1988 | Zak McKracken and the Alien Mindbenders                          | Roteirista                                 | Lucasfilm Games         |
| 1989 | Indiana Jones and the Last Crusade: The Graphic Adventure        | Roteirista                                 | Lucasfilm Games         |
| 1990 | The Secret of Monkey Island                                      | Roteirista e diretor                       | Lucasfilm Games         |
| 1991 | Monkey Island 2: LeChuck's Revenge                               | Roteirista e programador                   | LucasArts               |
| 1993 | Day of the Tentacle                                              | Personagens e co-designer                  | LucasArts               |
| 1997 | Total Annihilation                                               | Produtor                                   | Cavedog Entertainment   |
| 2008 | Penny Arcade Adventures: On the Rain-Slick Precipice of Darkness | História e consultor de design             | Hothead Games           |
| 2009 | Tales of Monkey Island                                           | Consultor                                  | Telltale Games          |
| 2010 | DeathSpank                                                       | Design                                     | Hothead Games           |
| 2010 | DeathSpank: Thongs of Virtue                                     | Design                                     | Hothead Games           |
| 2012 | The Big Big Castle!                                              | Design                                     | Beep Games              |
| 2013 | The Cave                                                         | Diretor                                    | Double Fine Productions |
| 2013 | Scurvy Scallywags                                                |                                            | Beep Games              |
| 2017 | Thimbleweed Park                                                 | Roteirista, designer e programador         | Terrible Toybox         |